# Jeton Kelmendi
Jeton Kelmendi (ur. 1978 w Peciu) – kosowski poeta, tłumacz, dziennikarz i wydawca.

## Życiorys
Urodził się w kosowskim mieście Peć (Peja). Ukończył studia na Uniwersytecie w Prisztinie i uzyskał stopień licencjata w zakresie komunikacji masowej. Studia podyplomowe odbył w Wolnym Uniwersytecie w Brukseli (Belgia), specjalizując się w badaniach stosunków międzynarodowych i bezpieczeństwa międzynarodowego. Obronił pracę doktorską pt. Wpływ mediów na kwestie bezpieczeństwa politycznego UE. Jest profesorem w AAB University College oraz aktywnym członkiem Europejskiej Akademii Nauki i Sztuki w Salzburgu w Austrii. Od wielu lat pisze wiersze, prozę, eseje i opowiadania, a także publikuje w prasie artykuły poświęcone tematyce stosunków międzynarodowych. Stał się znany w Kosowie po publikacji swojej pierwszej książki zatytułowanej „Wiek obietnic” („Shekulli i Premtimeve”), wydanej w 1999 roku. Później opublikował wiele innych książek. Jego wiersze zostały przetłumaczone na ponad dwadzieścia siedem języków i opublikowane w kilku międzynarodowych antologiach literackich. W 2018 ukazał się wybór wierszy Jetona Kelmendiego w języku polskim, w tłumaczeniu Alicji Kuberskiej. Obecnie mieszka i pracuje w Brukseli i w Prisztinie.

## Twórczość[1]

### Poezja
- 1999: Shekulli i Premtimeve (Wiek obietnic)
- 2002: Përtej Heshtjes (Po drugiej stronie ciszy)
- 2004: Në qoftë mesditë (Jeśli to jest południe)
- 2005: Më fal pak Atdhe (Wybacz mi, Ojczyzno)
- 2007: Ku shkojnë ardhjet (Gdzie przychodzą powroty)
- 2008: Erdhe për gjurmë të ersë (Przyszedł po ślady ery)
- 2009: Koha kur te kete kohe (Czas zamknięty w czasie)
- 2010: Rrugëtimi i mendimeve (Podróż myślowa)
- 2012: Pagezimi i shpirtit (Chrzest ducha)
- 2013: Thërras gjëtar e harruara (Wzywam zapomniane)
- 2020: Një ardhje tjeter (Kolejne przybycie)

### Dramaty
- 2007: Mrs Word (“Zonja Fjalë”)
- 2011: Play and anti-play (Lojë dhe kundër lojë)

### Prace naukowe
- 2010: EU mission in Kosova after its independence
- 2011: Bad times for the knowledge
- 2012: NATO-EU missions, cooperative or competitive
- 2016: Media Influence in Security Politics in EU

## Członkostwo
- Członek Akademii Nauki i Sztuki Europy, Salzburg, Austria.
- Członek Stowarzyszenia Profesjonalnych Dziennikarzy Europy, Bruksela, Belgia.
- Członek Akademii Nauk, Sztuki i Literatury Europy, Paryż, Francja.
- Członek Akademii Nauki i Szkolnictwa Wyższego Ukrainy, Kijów, Ukraina.
- Członek międzynarodowego Belgijsko- Frankońskiego PEN Klubu, Bruksela Belgia.
- Członek honorowy Academy Internacional „Mihai Eminescu”, Rumunia.

## Nagrody i wyróżnienia[1]

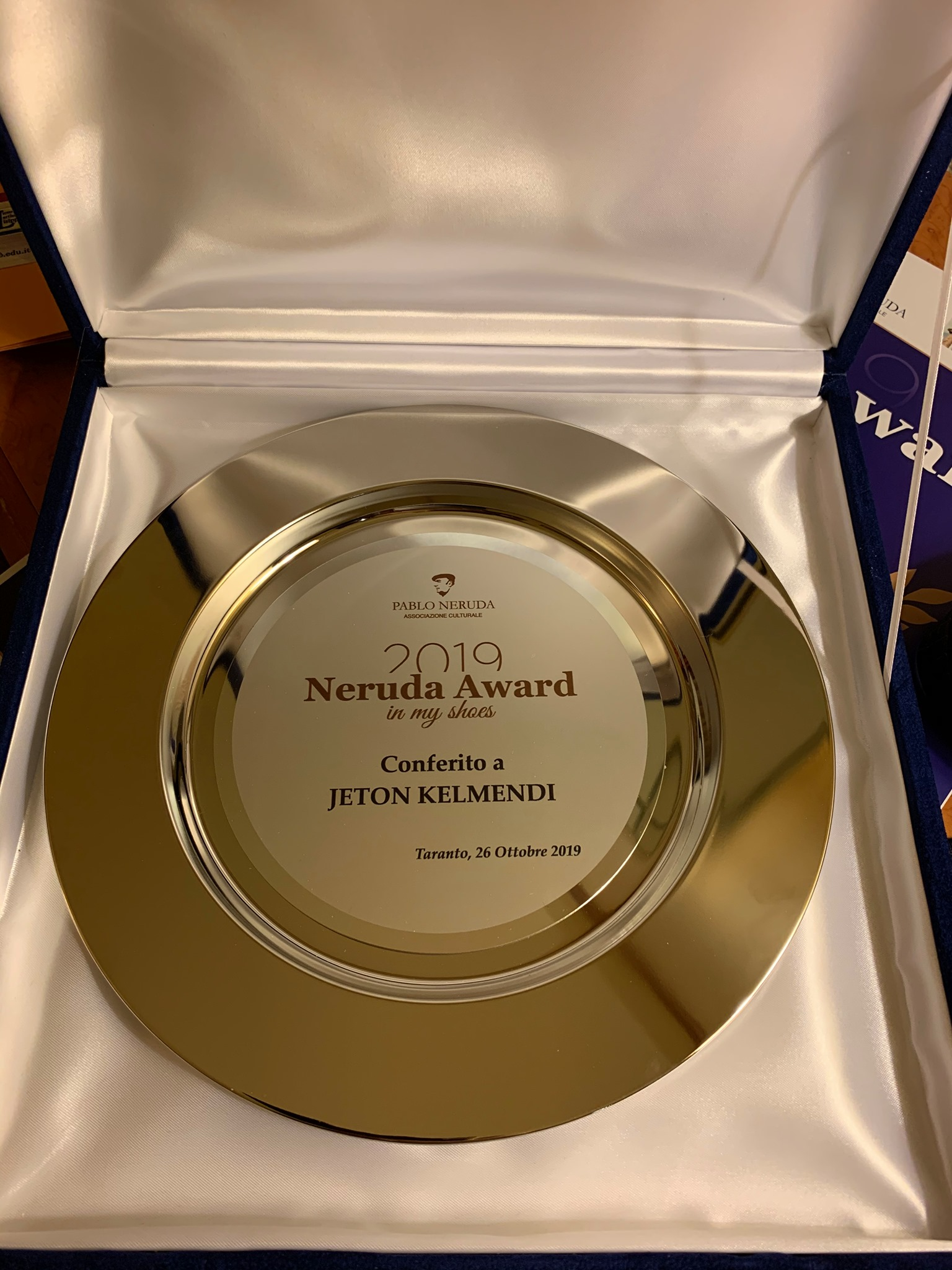
Nagroda Nerudy

- Nagroda SOLENZARA, Paryż, Francja 2010.
- Nagroda międzynarodowa „Nikolaj Gogol”, Ukraina 2013.
- Międzynarodowa nagroda „Aleksander Wielki”, Grecja 2013
- Nagroda National Poetry Book MITINGU, Gjakova, Kosowo 2011.
- Międzynarodowa nagroda „III poezja światowa” w Sarajewie ,Bośnia i Hercegowina 2013.
- Międzynarodowa nagroda „Ludwig Nobel” Udmurtian PEN Club, Udmurtu, Rosja 2014
- Międzynarodowa nagroda „Mihai Eminescu”, Rumunia, 2016
- Międzynarodowa nagroda „Poeta roku 2016”, fundacja Sofly International literature 2017.
- Międzynarodowa nagroda „World Icon for Peace”, przyznana przez World Institute for Peace, Nigeria, 2017.
- Międzynarodowa nagroda „Literatura światowa”, Kazachstan 2017 r.
- Międzynarodowa nagroda „Prize of the Academy”, Europejska Akademia Sztuki, Nauki i Literatury, Paryż, Francja 2018.
- Międzynarodowa „Nagroda Matthew Arnolda”, Indie 2018.
- Międzynarodowa nagroda „Special Ganadores del concurso”, Boliwia 2019.
- „International Neruda Awards”, Taranto, Włochy 2019.

### Doktoraty honoris causa
- 2012: Instytutu Studiów Ukraińskich i Kaukaskich Ukraińskiej Akademii Nauk.
- 2017: Universidad Nacional Del Este, Paragwaj.
- 2019: Uniwersytet Constandin Stere, Kiszyniów.